# Comana de Capadòcia
Comana de Capadòcia (en grec antic τὰ Κόμανα τῆς Καππαδοκίας) també anomenada Chryse (la Daurada) segons es llegeix a les Novellae de Justinià, per distingir-la de Comana del Pont, era una ciutat de Cataònia, un districte de Capadòcia a l'Antitaure en una vall fonda a la vora del riu Saros (actual riu Seyhan), segons diu Estrabó. Avui les seves ruïnes es troben en un poble anomenat Şar, a la vall de Göksu, Tufanbeyli, a la província d'Adana (Turquia). La ciutat va formar part del Regne de Capadòcia, província romana l'any 17. Més tard va ser part de la província Melitene d'Armenia Tertia.
Segons Estrabó, a la ciutat hi havia el temple d'Enió, que és la manera com anomena a la deessa Ma, la mateixa deïtat que s'adorava a Comana del Pont, cosa que fa pensar en una relació entre ambdues ciutats, si bé la de Capadòcia és més antiga. La ciutat tenia un gran nombre d'esclaus del temple (hieròduls) i moltes persones dedicades al culte de la divinitat.
Els habitants eren cataonis, i reconeixien com a rei al rei de Capadòcia fins a la supressió del regne l'any 17, però el domini de la ciutat corresponia al gran sacerdot (τὸ πλέον, 'to pleon', paraula de la que no es coneix el significat) que era també la màxima autoritat religiosa i el senyor dels esclaus, com a Comana del Pont. En el moment que Estrabó va visitar la ciutat hi havia uns 6.000 esclaus entre homes i dones. El temple posseïa moltes terres i la seva producció revertia al gran sacerdot, que era la segona autoritat després del rei de Capadòcia i en general era un membre de la dinastia reial. La llegenda deia que el culte de la dea va arribar des de l'Escítia Tàurica portat per Orestes, que va posar el nom a la ciutat. La deessa Ma s'identificava amb la Gran Mare, i també amb la lluna i probablement el seu nom tenia relació amb el de la ciutat. Els romans assimilaven Ma amb Bel·lona.
En temps de Caracal·la la ciutat es va convertir en una colònia romana i s'hi conserven monedes amb la inscripció Colònia Augusta Comana i Colònia Iulia Augusta Comanenoru o Comainoru.
Aquesta ciutat s'ha identificat amb la que en època de l'Imperi hitita s'anomenava Kummani.